# 11 de abril
El 11 de abril es el 101.º (centésimo primer) día del año en el calendario gregoriano y el 102.º en los años bisiestos. Quedan 264 días para finalizar el año.

## Acontecimientos
- 487 a. C. (día de la luna llena del mes vishaka [abril a mayo]): en Kushinagar (India) fallece Gautama Buda, fundador del budismo. Otras opciones son el 27 de abril de 483 a. C., o en los años 411 o 368 a. C.
- 491: Flavio Anastasio se convierte en emperador bizantino, con el nombre de Anastasio I.
- 556:[1] El rey de la ciudad maya de El Caracol, Señor Agua, inicia una campaña de conquista militar de la ciudad vecina Tikal.
- 1079: en Polonia, el obispo Estanislao de Szczepanów es ejecutado por orden del rey Boleslao II el Temerario.
- 1241: Batu Kan vence a Béla IV de Hungría en la Batalla de Mohi.
- 1431: en Granada (España) un terrible terremoto destruye la ciudad de Atarfe.
- 1512: en el marco de la Guerra de la Liga de Cambrai, las fuerzas francesas fuerzan la retirada por Gastón de Foix en la batalla de Rávena.
- 1689: en Inglaterra, Guillermo III y María II se convierten en reyes.
- 1713: en el marco de la guerra de sucesión española, se firma el Tratado de Utrecht.
- 1815: en las islas menores de la Sonda (Indonesia) segundo día de la erupción del volcán Tambora, que deja un saldo de 82 000 víctimas fatales.
- 1811: José Gervasio Artigas emite la Proclama de Mercedes, hecho que da inicio al Proceso Emancipador Oriental.
- 1817: se lleva a cabo la Batalla de San Félix (Venezuela).
- 1828: en el sur de la provincia de Buenos Aires (Argentina), se funda la ciudad de Bahía Blanca.
- 1831: en el arroyo Salsipuedes (Uruguay) el general Fructuoso Rivera (1784-1854) agasaja a sus aliados charrúas artiguistas con una comida campestre. Su sobrino Bernabé Rivera (1795-1832) los rodea con 1200 soldados y matan a varias decenas (Traición del Salsipuedes). Varios centenares de prisioneros son vendidos como esclavos.
- 1842: en El Jocote, en la entrada de Alajuela, el general Francisco Morazan se reúne con el general Vicente Villaseñor para firmar el Pacto del Jocote, un acuerdo para traicionar al gobierno de Braulio Carrillo Colina y tomar el poder, finalmente Morazán y Villaseñor serán fusilados el 15 de septiembre de 1842 por su gobierno tiranico y traicion. Desde entonces la frase en Costa Rica es sinónimo de la más grave traicion.
- 1856: en Rivas (Nicaragua) se libra la Segunda Batalla de Rivas, en la cual muere Juan Santamaría, héroe nacional de Costa Rica. El ejército costarricense vence a los filibusteros estadounidenses dirigidos por William Walker.
- 1865: en los Estados Unidos, Abraham Lincoln realiza su último discurso.
- 1868: en Japón se prohíbe el shogunato.
- 1899: España se ve obligada a ceder  Puerto Rico a los Estados Unidos.
- 1905: Albert Einstein publica su Teoría de la relatividad.
- 1909: en las afueras del puerto mediterráneo de Jaffa (Palestina), una comunidad de judíos funda la villa de Ahuzat Bayit (actual Tel Aviv).
- 1917: en Costa Rica la Asamblea Constituyente declara presidente a Federico Tinoco Granados, consumando así el golpe de Estado contra el gobierno democrático de Alfredo Gonzalez Flores.
- 1919: la Sociedad de Naciones crea la Organización Internacional del Trabajo.
- 1921: se retransmite el primer programa deportivo por la radio.
- 1921: se crea el Emirato de Transjordania.
- 1929: en Chile se fusiona el Cuerpo de Gendarmería de Prisiones y el Cuerpo de Carabineros denominándose Carabineros de Prisiones.
- 1933: el aviador británico Bill Lancaster despega desde Inglaterra, en un intento por batir el récord de velocidad hasta el Cabo de Buena Esperanza, pero nunca llega a destino. (Su cuerpo será encontrado momificado en el desierto del Sahara el 12 de febrero de 1962).
- 1936: se estrena en toda España la película Morena Clara, dirigida por Florián Rey y protagonizada por Imperio Argentina, que constituye el mayor éxito comercial del cine español hasta entonces.
- 1944: en Nueva York, se interpreta por primera vez completo El amor brujo de Manuel de Falla.[2]
- 1945: en el marco de la Segunda Guerra Mundial, soldados estadounidenses liberan el campo de concentración de Buchenwald.
- 1945: Chile se une a los aliados y le declara la guerra a Japón.
- 1948: se funda la OECE (Organización Europea de Cooperación Económica).
- 1951: en el marco de la guerra de Corea, el presidente Harry S. Truman releva a Douglas MacArthur como comandante en jefe de las tropas de Corea.
- 1951: en el altar de la Abadía de Arbroath se encuentra la Piedra de Scone, la piedra con la que se coronaban a los monarcas escoceses.
- 1952: en el marco de la guerra civil china, en la isla Nanri (cerca de China continental) se libra la batalla de la isla Nanri, que durará hasta el 15 de abril y terminará con la victoria del Ejército de la República de China sobre el Ejército de Liberación del Pueblo.
- 1953: en el Sitio de pruebas de Nevada, Estados Unidos detona la bomba atómica Ray, de 0,2 kt. Es la quinta bomba (de once) de la operación Upshot-Knothole. Ray fue la segunda bomba del laboratorio UCRL; fue una bomba de híbrido de uranio, y fue una bomba fallida (fizzle).
- 1954 (domingo): según un estudio de la empresa True Knowledge, basado en 300 millones de datos históricos desde 1900 hasta 2010 para calcular diferentes estadísticas históricas, se concluyó que este día fue objetivamente el «día más aburrido» desde el año 1900; nada importante aconteció.[3]
- 1955: en Corea, el general Choi Hong Hi, junto a otras personalidades crea el taekwondo como arte marcial nacional de ese país.[4]
- 1957: Singapur se independiza del Reino Unido.
- 1961: en Israel comienza el juicio al genocida nazi Adolf Eichmann.
- 1963: el papa Juan XXIII firma la encíclica Pacem in terris (paz en la Tierra).
- 1968: Lyndon B. Johnson firma el Acta de Derechos Humanos de 1968 en la que prohíbe la discriminación en el salario o compra venta y alquiler de una casa.
- 1968: en Berlín un estudiante alemán dispara al líder Rudi Dutschke.
- 1970: en los Estados Unidos despega el Apolo 13.
- 1979: en Uganda cae el dictador Idi Amin.
- 1981: el presidente Ronald Reagan vuelve a la Casa Blanca del hospital, 12 días después de haber sido herido en un intento de asesinato.
- 1987: el grupo de rock mexicano Caifanes toca por primera vez en el bar Rockotitlan de la CDMX .
- 1987: se firma el acuerdo de paz entre Israel y Jordania en Londres.
- 2001: en un histórico partido la selección de fútbol de Australia golea por 31-0  a Samoa Americana.
- 2002: en Venezuela, se realiza una gran marcha de la oposición que termina en un enfrentamiento entre civiles y Guardia Nacional y golpe de Estado al presidente Hugo Chávez.
- 2002: en las calles de Cali (Colombia), la guerrilla de las FARC (Fuerzas Armadas Revolucionarias de Colombia) secuestra a 12 diputados de la asamblea del Valle.
- 2002: en Túnez, una bomba de Al Qaeda contra la sinagoga de la Ghriba mata a 21 personas.
- 2002: en España se crea el parque natural de Arribes del Duero al que pertenecen 37 municipios de las provincias de Zamora y Salamanca
- 2003: las tropas estadounidenses toman la ciudad iraquí de Mosul sin combate alguno.
- 2006: en Irán, el presidente Mahmoud Ahmadinejad anuncia que su país está enriqueciendo uranio.
- 2007: Doble atentado de Al Qaeda en Argel (Argelia). Más de treinta personas mueren y 200 heridas tras inmolarse dos terroristas: uno en una comisaría de policía y el otro frente al mismo Parlamento argelino.
- 2011: Retiro de la superestrella de WWE Adam Copeland.
- 2012: en Indonesia se registra un terremoto de 8.7 grados.
- 2012: en México se registra un sismo de 6.4 grados en la escala de Richter, con epicentro en el Estado de Michoacán; fue seguido por más de 12 réplicas, que oscilaron entre los 4.1 y los 5.2 grados.
- 2012: en Zaragoza se celebra la primera edición de la entrega de los Premios Simón del cine aragonés.
- 2017: Finaliza el soporte del sistema operativo Microsoft Windows Vista.
- 2017: El autobús club alemán Borussia Dortmund sufre un atentado terrorista mientras se dirigía al su estadio para disputar un partido frente al  Mónaco válido por los cuartos de final de la Champions League. No hubo víctimas fatales y el jugador del club Marc Bartra resulta con lesiones menores.
- 2021: 
  - En Ecuador, el presidenciable Guillermo Lasso derrota a su oponente Andrés Arauz en las elecciones generales.[5] Por primera vez desde el año 2007, Ecuador tendrá un presidente ajeno al correísmo.
  - En Perú, se lleva a cabo la primera vuelta de las elecciones generales. El candidato izquierdista Pedro Castillo y la candidata derechista Keiko Fujimori, pasan a la segunda vuelta.

- 2023: En Chile, es celebrado por primera vez  el Día del Parkinson.

## Nacimientos
- 146: Septimio Severo, emperador romano (f. 211).
- 1357: Juan I, rey portugués (f. 1433).
- 1370: Federico el Pendenciero, aristócrata sajón (f. 1428).
- 1492: Margarita de Angulema, reina consorte navarra (f. 1549).
- 1645: Juan del Valle y Caviedes, escritor y poeta español (f. 1697).
- 1666: José Patiño Rosales, intendente de la Marina española y secretario de Marina e Indias (f. 1736).
- 1722: Christopher Smart, poeta británico (f. 1771).
- 1749: Adélaïde Labille-Guiard, pintora francesa (f. 1803).
- 1755: James Parkinson, médico británico (f. 1824).
- 1765: Gertrudis Bocanegra, insurgente mexicana (f. 1817).
- 1769: Jean Lannes, mariscal francés (f. 1809).
- 1770: George Canning, político británico (f. 1827).
- 1772: Manuel José Quintana, escritor español (f. 1857).
- 1780: Léon Dufour, médico francés (f. 1865).
- 1794: Edward Everett, político estadounidense (f. 1865).
- 1798: Macedonio Melloni, físico italiano (f. 1854).
- 1800: Manuel José Mosquera, fue un religioso, humanista y filósofo colombiano. (f. 1853).
- 1806: Frédéric Le Play, economista e ingeniero francés (f. 1882).
- 1810: Henry Rawlinson, soldado y político británico (f. 1895).
- 1825: Ferdinand Lassalle, abogado y político alemán (f. 1864).
- 1827: Jyotirao Phule, activista social indio (f. 1890).
- 1839: Nagakura Shinpachi, militar japonés, capitán de la segunda tropa del Shinsengumi (f. 1915).
- 1869: Gustav Vigeland, escultor noruego (f. 1943).
- 1873: Antonio de Gregorio Rocasolano, catedrático español (f. 1941).
- 1878: Leopoldo Eijo y Garay, obispo español (f. 1963).
- 1879: Yu Youren, político, militar y poeta chino (f. 1964).
- 1880: Julio César Tello, antropólogo peruano (f. 1949).
- 1882: Fernando Fader, pintor y dibujante argentino (f. 1935).
- 1884: León Felipe, poeta español (f. 1968).
- 1889: Nick LaRocca, músico estadounidense (f. 1961).
- 1890: Rachele Mussolini, personalidad italiana (f. 1979).
- 1892: Francesca Bertini, actriz italiana (f. 1985).
- 1892: Mariano Iberico, filósofo peruano (f. 1974).
- 1893: Fernando Paz Castillo, poeta, diplomático y educador venezolano (f. 1981).
- 1895: Matilde Muñoz, escritora y crítica española (f. 1954).
- 1899: Percy Lavon Julian, químico estadounidense (f. 1975).
- 1900: Sándor Márai, escritor húngaro (f. 1989).
- 1906: Renato Cesarini, futbolista ítalo-argentino (f. 1969).
- 1908: Karel Ančerl, director de orquesta y músico checo (f. 1973).
- 1908: Jane Bolin, primera juez negra estadounidense (f. 2007).
- 1908: Juan González Moreno, escultor español (f. 1996).
- 1908: Masaru Ibuka, industrial electrónico japonés (f. 1997).
- 1908: José Antonio Remón Cantera, militar y político español (f. 1955).
- 1910: António de Spínola, militar y político portugués (f. 1996).
- 1911: Anteo Zamboni, niño italiano anarquista que atentó contra Mussolini (f. 1926).
- 1911: Stanislawa Walasiewicz, atleta polaca (f. 1980).
- 1913: Oleg Cassini, diseñador estadounidense (f. 2006).
- 1914: Héctor Ayala, compositor, folclorista y guitarrista argentino (f. 1990).
- 1914: Norman McLaren, animador y cineasta británico (f. 1987).
- 1916: Alberto Ginastera, compositor argentino (f. 1983).
- 1919: Raymond Carr, historiador e hispanista británico (f. 2015).
- 1927: Arnaldo Acosta Bello, poeta y escritor venezolano (f. 1996).
- 1928: Ethel Skakel Kennedy, personalidad estadounidense.
- 1930: Anton Szandor LaVey, filósofo y religioso satanista estadounidense (f. 1987).
- 1931: Johnny Sheffield, actor estadounidense (f. 2010).
- 1931: Koichi Sugiyama, compositor japonés (f. 2021).
- 1931: José María Ruiz-Mateos, empresario español (f. 2015).
- 1931: Nelly Kaplan, escritora y cineasta francoargentina (f. 2020).
- 1931: Pedro Avilés Pérez, narcotraficante mexicano, fundador del Cartel de Sinaloa (f. 1978).
- 1932: Joel Grey, actor estadounidense.
- 1932: Rosa Guiñón, actriz de doblaje española (f. 2022).
- 1933: Tony Brown, periodista estadounidense.
- 1934: Mark Strand, poeta, ensayista y traductor estadounidense (f. 2014).
- 1935: Richard Berry, cantante y compositor estadounidense (f. 1997).
- 1935: Richard Kuklinski, criminal estadounidense (f. 2006).
- 1936: León Chávez Teixeiro, músico y artista plástico mexicano.
- 1936: Francisco Paesa, detective español (f. 2023).
- 1937: André Bernard, anarcopacifista francés.
- 1938: Kurt Moll, cantante de ópera alemán (f. 2017).
- 1944: John Milius, cineasta, productor y guionista estadounidense.
- 1944: Alberto Demiddi, remero argentino (f. 2000).
- 1946: Chris Burden, artista estadounidense (f. 2015).
- 1947: Meshach Taylor, actor estadounidense (f. 2014).
- 1949: Bernd Eichinger, productor de cine alemán (f. 2011).
- 1951: Jim Holton, futbolista británico (f. 1993).
- 1951: James Patrick Kelly, autor estadounidense.
- 1951: Gato Pérez (Javier Patricio Pérez), cantautor hispanoargentino (f. 1990).
- 1951: Rohini Hattangadi, actriz india.
- 1953: Guy Verhofstadt, primer ministro belga.
- 1953: Andrew Wiles, matemático británico.
- 1953: Francisco Suárez Cardona, ornitólogo y ecólogo español (f. 2010).
- 1955: Ednita Nazario, cantautora y productora discográfica puertorriqueña.
- 1957: Juan Carlos Arteche, futbolista español (f. 2010).
- 1958: Stuart Adamson, músico británico, de las bandas The Skids y Big Country (f. 2001).
- 1958: Marcela Coronel, periodista y conductora de televisión argentina.
- 1958: Ana María Polo, abogada y presentadora de televisión cubano-estadounidense.
- 1959: Shanik Berman, periodista, conductora y escritora mexicana.
- 1960: Jeremy Clarkson, periodista y presentador de televisión británico.
- 1961: Roberto Cabañas, futbolista paraguayo (f. 2017).
- 1962: Vincent Gallo, actor y cineasta estadounidense.
- 1962: Rafael del Villar, actor mexicano.
- 1963: Julio Inverso, poeta, narrador y artista del grafiti uruguayo (f. 1999).
- 1963: Carlos Varela, cantautor cubano.
- 1964: Wojciech Płocharski, periodista, escritor, compositor y viajero polaco.
- 1964: Camilo Villarino, diplomático y militar español.
- 1965: Jesús Calleja, montañista, viajero y presentador de televisión español.
- 1966: Mason Reese, actor estadounidense.[6]
- 1966: Lisa Stansfield, cantante británica.
- 1968: Rubén Da Silva, futbolista y entrenador uruguayo.
- 1968: Serguéi Lukiánenko, escritor ruso.
- 1968: Jim Van De Laer, ciclista belga.
- 1969: Cerys Matthews, solista y cantautora británica.
- 1969: Dustin Runnels, luchador profesional estadounidense.
- 1969: Michael Chacón, cantante, compositor y productor musical cubano, con estilos salsa, pop, dance.
- 1969: Andrea Maturana, escritora chilena.
- 1969: Sondra Radvanovsky, soprano canadiense y estadounidense.
- 1969: Gustavo Quiceno Jaramillo, sacerdote misionero, bloguero y escritor colombiano.
- 1971: Oliver Riedel, bajista alemán, de la banda Rammstein.
- 1971: Andoni Agirregomezkorta, actor español.
- 1971: Bárbara Torres, actriz y comediante argentina.
- 1973: Jennifer Esposito, actriz estadounidense.
- 1974: Àlex Corretja, tenista español.
- 1974: Anton Glanzelius, actor danés.
- 1974: Tricia Helfer, actriz y modelo canadiense.
- 1974: Alexander Kuoppala, guitarrista finlandés, de la banda Children of Bodom.
- 1974: Franck Renier, ciclista francés.
- 1974: Jesús Seba, futbolista español.
- 1975: Walid Soliman, autor tunecino.
- 1975: Raúl Méndez, actor mexicano.
- 1975: Bárbara Torres, actriz argentina nacionalizada mexicana.
- 1975: Anita Dark, actriz pornográfica y modelo húngara.
- 1976: Kelvim Escobar, beisbolista venezolano.
- 1976: Mimi Morales, actriz colombiana.
- 1976: Antonio Pacheco D'Agosti, futbolista uruguayo.
- 1977: Sandro Baylón, futbolista peruano (f. 2000).
- 1977: Cris Vianna, actriz, modelo y cantante brasileña.
- 1977: Tom Thacker, guitarrista canadiense.
- 1977: Maroš Kováč, ciclista eslovaco.
- 1978: Victor Sikora, futbolista neerlandés.
- 1978: David Ducourtioux, futbolista francés.
- 1978: Kevin Hulsmans, ciclista belga.
- 1979: Malcolm Christie, futbolista británico.
- 1979: Chris Gaylor, batería estadounidense.
- 1979: María Elena Swett, actriz chilena.
- 1979: Omar Al-Ghamdi, futbolista saudí.
- 1980: Fran Estévez, cineasta español.
- 1980: Keiji Tamada, futbolista japonés.
- 1981: Alessandra Ambrosio, modelo brasileña.
- 1981: Luis Flores, baloncestista dominicano.
- 1981: Mya Diamond, actriz pornográfica y modelo erótica húngara.
- 1982: Daniela Bascopé, actriz y cantante venezolana.
- 1983: Nicky Pastorelli, piloto de automovilismo neerlandés.
- 1983: Rubén Palazuelos, futbolista español.
- 1983: Taira Inoue, futbolista japonés.
- 1984: Monica May, actriz estadounidense.
- 1984: Andrés Eloy Blanco, beisbolista venezolano.
- 1984: Kelli Garner, actriz estadounidense.
- 1984: Kawauchi Tohru, baterista japonés, de la banda 12012.
- 1984: Nikola Karabatić, balonmanista francés.
- 1984: Ildar Magdeev, futbolista uzbeko.
- 1985: Gustavo Zamudio, futbolista chileno.
- 1985: Pablo Hernández Domínguez, futbolista español.
- 1986: Markus Heppke, futbolista alemán.
- 1986: Dany Nounkeu, futbolista camerunés.
- 1987: Joss Stone, cantautora británica.
- 1987: Lights, cantautora canadiense.
- 1987: Michelle Phan, maquilladora y bloguera estadounidense.
- 1988: Milton Casco, futbolista argentino.
- 1989: Marco Minnaard, ciclista neerlandés.
- 1989: Iga Baumgart-Witan, atleta polaca.
- 1990: Nikos Papadopoulos, futbolista griego.
- 1990: Shohei Otsuka, futbolista japonés.
- 1991: Thiago Alcántara, futbolista español.
- 1991: Naomi Battrick, actriz británica.
- 1991: Abel Suárez, futbolista español.
- 1991: Stefan Thesker, futbolista alemán.
- 1991: Norimasa Nakanishi, futbolista japonés.
- 1991: Takuto Hashimoto, futbolista japonés.
- 1991: Yuto Nakayama, futbolista japonés.
- 1992: Aleksandar Pantić, futbolista serbio.
- 1993: Florin Andone, futbolista rumano.
- 1993: Yūji Takahashi, futbolista japonés.
- 1994: Dakota Blue Richards, actriz británica.
- 1994: Duncan Laurence, cantante neerlandés.
- 1995: Roger Bonet, futbolista español
- 1995: El-Hadji Kane, futbolista senegalés.
- 1995: Lee Do-hyun, actor surcoreano.
- 1996: Dele Alli, futbolista inglés.
- 1996: Patrick Burner, futbolista martiniqués.
- 1996: Dorian Pickens, baloncestista estadounidense.
- 1996: Alex Vesia, beisbolista estadounidense.
- 1997: Iván Martos Campillo, futbolista español.
- 1997: Suat Serdar, futbolista alemán.
- 1997: Ryoya Morishita, futbolista japonés.
- 1997: Masashi Wada, futbolista japonés.
- 1997: Rodrigo Rivas, futbolista colombiano.
- 1997: Yacouba Doumbia, futbolista maliense.
- 1997: Alana Cook, futbolista estadounidense.
- 1997: Romeao Ferguson, baloncestista estadounidense.
- 1998: Nico Pickert, piragüista alemán.
- 1998: Marco Collao, futbolista chileno.
- 1998: Vladan Kovačević, futbolista bosnio.
- 1999: Njegoš Sikiraš, baloncestista bosnio.
- 1999: Martin Graiciar, futbolista checo.
- 1999: Jessica Roberts, ciclista británica.
- 1999: Maikel Antonio García, futbolista hondureño.
- 1999: Karolina Bielawska, modelo polaca.
- 1999: Nicolás Cordero, futbolista argentino.
- 1999: Abdallah Ali Mohamed, futbolista comorense.
- 1999: Adriana Ailincăi, remera rumana.
- 1999: Spencer Levi, baloncestista estadounidense.
- 2000: Loïc Badé, futbolista francés.
- 2000: Milly Alcock, actriz australiana.
- 2000: Karina, cantante surcoreana, integrante de Aespa.
- 2000: Morgan Lily, actriz y modelo estadounidense.
- 2000: Nikola Zizic, baloncestista montenegrino.
- 2000: Tòfol Montiel, futbolista español.
- 2000: Eden Karzev, futbolista israelí.
- 2000: Tomás Galván, futbolista argentino.
- 2000: Aitor Aranguren, pelotari español.
- 2000: Bartosz Grabowski, piragüista polaco.
- 2000: Joshua Lay, atleta británico.
- 2000: Álex Ramos, futbolista español.
- 2001: Simon Sohm, futbolista suizo.
- 2001: Manuel Ugarte, futbolista uruguayo.
- 2001: Meshal Al-Sebyani, futbolista saudí.
- 2001: Luka Bijelović, futbolista serbio.
- 2003: Sonya Keefe, futbolista chilena.
- 2003: Aksel Rykkvin, cantante noruego.
- 2005: Beyatt Lekweiry, futbolista mauritano.
- 2006: Juma Bah, futbolista sierraleonés.

## Fallecimientos
- 479 a. C.: Confucio, pensador chino (n. 551 a. C.).
- 1034: Romano III, emperador bizantino (n. 968).
- 1240: Llywelyn el Grande, rey de Gwynedd (n. 1173).
- 1612: Edward Wightman, prelado baptista inglés (n. 1566).
- 1694: José de Carabantes, sacerdote español (n. 1628).
- 1712: Richard Simon, crítico bíblico francés (n. 1638).
- 1723: John Robinson, diplomático británico (n. 1650).
- 1856: Juan Santamaría, militar costarricense (n. 1831).
- 1861: Francisco González Bocanegra, poeta y dramaturgo mexicano (n. 1824).
- 1862: Miguel Cástulo Alatriste, abogado, militar y político mexicano (n. 1820).
- 1865: Antonio Alcalá Galiano, político y escritor español (n. 1789).
- 1870: Justo José de Urquiza, político argentino, presidente entre 1854 y 1860 (n. 1801).
- 1890: Joseph Merrick, conocido como El hombre elefante (n. 1862).
- 1903: Gema Galgani, religiosa y santa italiana (n. 1878).
- 1916: Richard Harding Davis, escritor estadounidense (n. 1864).
- 1918: Otto Wagner, arquitecto austríaco (n. 1841).
- 1918: Emiliano P. Nafarrate Ceceña, militar y político mexicano (n. 1882).
- 1926: Luther Burbank, botánico estadounidense (n. 1849).
- 1927: Rafael Gasset Chinchilla, periodista y político español (n. 1866).
- 1931: Teresa Claramunt, anarquista española (n. 1862).
- 1934: John Collier, pintor prerrafaelita británico (n. 1850).
- 1945: Alfons Sala, político español (n. 1863).
- 1951: Panamá Al Brown, boxeador panameño (n. 1902).
- 1957: Carlos Schlieper, guionista y cineasta argentino (n. 1902).
- 1958: Alfredo Zayas y Alfonso, poeta y político cubano (n. 1861).
- 1960: César López de Lara, gobernador y revolucionario mexicano (n. 1890).
- 1962: Florián Rey, cineasta español (n. 1894).
- 1969: Ludvig Irgens-Jensen, compositor noruego (n. 1894).
- 1970: Cathy O'Donnell, actriz estadounidense (n. 1923).
- 1970: John O'Hara, autor estadounidense (n. 1905).
- 1972: Quinche J. Félix, político y comerciante ecuatoriano (n. 1908).
- 1974: Andréi Alioshin, militar soviético, Héroe de la Unión Soviética (n. 1905)
- 1977: Jacques Prévert, poeta y guionista francés (n. 1900).
- 1978: Antonia Herrero, actriz española (n. 1897).
- 1979: Mohamed Ali Akid, futbolista tunecino (n. 1949).
- 1983: Dolores del Río, actriz mexicana (n. 1904).
- 1985: Enver Hoxha, dirigente comunista albanés (n. 1908).
- 1987: Erskine Caldwell, autor estadounidense (n. 1903).
- 1987: Primo Levi, escritor italiano (n. 1919).
- 1991: Syria Poletti, escritora ítalo-argentina (n. 1917).
- 1992: Alejandro Obregón, pintor colombiano (n. 1920).
- 1993: Guillem Agulló, militante en movimientos nacionalistas de izquierdas valenciano (n. 1975).
- 1995: Rolando Chaves, actor argentino (n. 1919).
- 2001: Sandy Bull, músico estadounidense de folk (n. 1941).
- 2001: Harry Secombe, actor galés (n. 1921).
- 2003: Cecil Howard Green, geofísico, empresario y filántropo estadounidense (n. 1900).
- 2004: Cesare Garboli, escritor y ensayista italiano (n. 1928).
- 2005: Lucien Laurent, futbolista francés (n. 1907).
- 2006: June Pointer, cantante estadounidense, de la banda The Pointer Sisters (n. 1953).
- 2006: Proof, rapero estadounidense (n. 1973).
- 2007: Roscoe Lee Browne, actor estadounidense (n. 1922).
- 2007: Ronald Speirs, militar estadounidense (n. 1920).
- 2007: Kurt Vonnegut, autor estadounidense (n. 1922).
- 2008: Juan Ramón Sánchez, actor español (n. 1957).[7]
- 2009: Corín Tellado, escritora española (n. 1927).
- 2010: Juan Manuel Gozalo, periodista deportivo español (n. 1944).[8]
- 2011: Lewis Binford, arqueólogo estadounidense (n. 1930).
- 2011: Juan Lobos, médico y político chileno (n. 1960).
- 2011: Álvaro Morales Rodríguez, actor, director de teatro y poeta español (n. 1953).[9]
- 2012: Marisa Medina, actriz española (n. 1942).
- 2012: Yolanda Mérida, actriz mexicana (n. 1929).
- 2012: Julio Alemán, actor y cantante mexicano (n. 1933).
- 2012: Ahmed Ben Bella, presidente argelino (n. 1916).
- 2013: Clorindo Testa, arquitecto argentino (n. 1923).
- 2013: Jonathan Winters, comediante y actor estadounidense (n. 1925).
- 2013: Fausto Valdiviezo, periodista ecuatoriano (n. 1959).
- 2014: Alfredo Alcón, actor argentino (n. 1930).
- 2014: Lou Hudson, baloncestista estadounidense (n. 1944).
- 2016: Édgar Perea, locutor deportivo y político colombiano. (n. 1934).
- 2020: John Horton Conway, matemático inglés (n.1937).
- 2021: Mauro Viale, periodista y conductor argentino (n. 1947).
- 2021: Daunte Wright, afroamericano asesinado por la policía en un control rutinario (n. 2000).
- 2023: Mika Selander, músico finlandés (n. 1965).
- 2024: Lorena Velázquez, actriz mexicana (n. 1939).
- 2024: Park Bo-ram, cantante surcoreana (n. 1994).

## Celebraciones
- Día Internacional del Mal de Parkinson.
- Día Internacional del Remero.

 Por países
(Por orden alfabético)
- Argentina: 
  - Día del Médico Clínico.[10]
  - Día Nacional del Remero.[11]
  -  Misiones: Día Provincial del Parkinson.
El 11 de abril de cada año (establecido desde 2020). La Legislatura creó el Programa Parkinson Misiones. Apunta a establecer estrategias para el abordaje y la rehabilitación de la población que padece esa enfermedad.

- Costa Rica: 
  - Batalla de Rivas.

- Uruguay: 
  - Día de la Nación Charrúa y de la Identidad Indígena.[12]

### Santoral católico

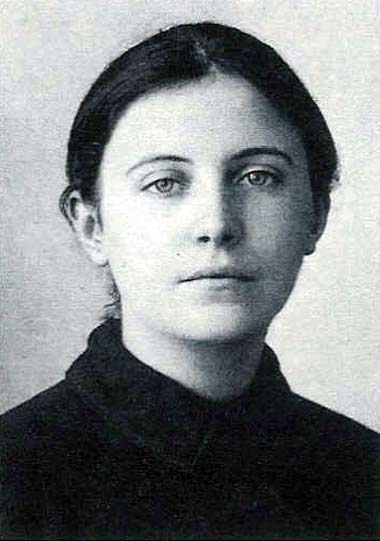
Fotografía de Santa Gema Galgani.

- San Estanislao de Cracovia, obispo y mártir (1079).
- San Antipas de Pérgamo, testigo fiel (s. I).
- San Felipe de Gortina, obispo (c. 180).
- San Domnión de Salona, obispo y mártir (299).
- San Barsanufio de Gaza, anacoreta (540).
- San Isaac de Spoleto, monje (c. 550).
- Beato Lanuino de Calabria (1119).
- Beata Sancha de Coímbra, virgen (1229).
- Beato Ángel de Clavasio Carletti, presbítero (1495).
- Beato Jorge Gervase, presbítero y mártir (1608).
- Santa Gema Galgani, virgen (1905). (imagen ilustrativa).
- Beata Elena Guerra, virgen (1914).
- Beato Semproniano Ducki, religioso y mártir  (1942).